# Terčovník pohledný
Terčovník pohledný (Xanthoria elegans) je běžný lupenitý lišejník oranžové barvy. Vyskytuje se na pobřežních skalách a jiných minerálně bohatých horninách. Konvexní lupeny jsou jen do asi milimetru šířky, ze stélky často vyrůstají apothecia.
Terčovník pohledný se vyskytuje i v extrémních oblastech, toleruje např. nízké teploty a vyskytuje se až do 7000 metrů nad mořem. Spolu s dalšími druhy je také velmi odolný proti UV záření, protože obsahuje specifické pigmenty .